# CASTLE IN THE CLOUDS
『CASTLE IN THE CLOUDS』（キャッスル・イン・ザ・クラウズ）は、TM NETWORKの通算35枚目のシングル。

## 背景
小室哲哉が吉本興業に所属になったことにより、吉本のレコード会社である『R&C Japan』（現・よしもとミュージック）に移籍した後初のシングルで、再びメジャーレーベルにてリリースとなった。
表題曲の「CASTLE IN THE CLOUDS」の本作（シングル）バージョンではベストアルバム等の収録は無く、C/Wの「君がいる朝」のみ、ベスト・アルバム『Gift from Fanks T』に収録されている。

## 音楽性

### CASTLE IN THE CLOUDS
日本テレビ開局50周年・吉本興業創業90周年プロジェクト『LAUGH&PEACE 笑いはニッポンを救う。』のキャンペーンソングに起用された。同局のテレビ番組『進ぬ!電波少年』に出演していたお笑い芸人である矢部太郎の応援歌として作られたが、曲を聴いた日本テレビの土屋敏男編成部長から「詞が大げさ過ぎる」と指摘されたため加筆修正された。土屋による事前のテーマのプレゼンが丁寧に行われたこともあり、ピアノの前に座ったら15分で軸となるメロディが完成した。なお、修正前のバージョン「(YABE VERSION)」が蔵出し音源集『キヲクトキロク 〜 Major Turn-Round』に収録されている。
「Happiness×3 Loneliness×3」のカップリング曲である「80's」に引き続き、「80年代テイスト」がテーマになっており、アレンジャーに吉田建を起用している。久々に生音のドラム・ベース・ギター・キーボードを軸にしたレコーディングが行われた。

### 君がいる朝
木根尚登作曲のバラード。コーラスに小室みつ子が参加している。

## ミュージック・ビデオ
MVには、吉本興業所属のお笑いグループである森三中がTM NETWORKの3人に扮して登場していた。演出では、小室に扮する大島美幸がアメリカ・ロサンゼルス在住、宇都宮に扮する村上知子がイギリス・ロンドン在住、木根に扮する黒沢かずこが日本・祖師ヶ谷大蔵在住であり、離れ離れの3人が“TM再始動”のメールで再集結するという内容となっている。

## 記録
2019年実施のTM NETWORK 35周年 FanksからのTOP100曲カウントダウンSP～Gift from Fanks～では本曲（シングル）バージョンが第99位に選ばれたが、収録されるのは70位以内であるため、シングルバージョンは収録されなかった。一方のC/W曲「君がいる朝」は70位圏内に入っていたため上記通り収録されている。

## 収録曲
| 全作詞: 小室みつ子、全編曲: 小室哲哉・吉田建。 |                                            |            |          |      |
| #                                              | タイトル                                   | 作詞       | 作曲     | 時間 |
| 1.                                             | 「CASTLE IN THE CLOUDS」                   | 小室みつ子 | 小室哲哉 | 5:05 |
| 2.                                             | 「君がいる朝」                             | 小室みつ子 | 木根尚登 | 4:23 |
| 3.                                             | 「CASTLE IN THE CLOUDS」(TK PIANO VERSION) | 小室みつ子 | 小室哲哉 | 4:04 |
| 4.                                             | 「CASTLE IN THE CLOUDS」(TV MIX)           | 小室みつ子 |          | 5:05 |
| 5.                                             | 「君がいる朝」(TV MIX)                     | 小室みつ子 |          | 4:24 |
| 合計時間:                                      | 合計時間:                                  | 合計時間:  | 23:01    |      |

## クレジット
- Produced : TM NETWORK
- Chorus, Chorus Arrangement : 小室哲哉, 木根尚登, 小室みつ子
- Band Arrangement : 吉田建
- Bass, Synth Bass : 吉田建
- Keyboards : 富樫春生, 吉田建
- Additional Synthesizers : 小室哲哉
- Guitars : 土方隆行
- Drums : 村石雅行
- Percussion : 大儀見元
- Manipulator : 溝口和彦, 岩佐俊秀
- Mixed : 小室哲哉
- Recording Engineers : 伊東俊郎, 坂元達也, 若公俊広, 佐竹央行
- Assistant Engineers : さいとうはなえ, かくたなおき, 鈴木進悟
- Mastered : 前田康二(Bernie Groundman Mastering)
- Executive Producer : 橋爪健康, 大﨑洋

## 収録アルバム
CASTLE IN THE CLOUDS
- キヲクトキロク 〜 Major Turn-Round (YABE VERSION)
- NETWORKTM -Easy Listening- (ALBUM MIX)

君がいる朝
- NETWORKTM -Easy Listening- (ALBUM MIX)
- Gift from Fanks T